# EU–영국 무역 협력 협정
EU-영국 무역 협력 협정(영어: EU–UK Trade and Cooperation AgreementTCA)은 2020년 12월 30일 유럽 연합 (EU), 유럽 원자력 공동체 (유라톰), 그리고 영국 (UK) 간에 서명된 자유 무역 협정이다. 이 협정은 브렉시트 전환 기간이 종료된 2021년 1월 1일부터 잠정 적용되었으며, 이후 양측의 비준 절차가 완료되어 2021년 5월 1일 공식 발효되었다. 영국 의회는 2020년 12월 30일에 비준했고, 유럽 의회와 유럽 연합 이사회는 2021년 4월 말에 비준했다.
브렉시트 이후 EU와 영국 간의 관계를 규정하는 이 협정은 8개월간의 협상 끝에 타결되었다. 이 협정은 상품의 자유 무역과 서비스의 제한적인 상호 시장 접근을 제공하며, 다양한 정책 분야에서의 협력 메커니즘, EU의 영국 어업 접근에 대한 과도기적 조항, 그리고 일부 EU 프로그램에 대한 영국의 참여를 포함한다. 2021년 1월 1일 기준으로 영국의 이전 EU 회원국 지위와 비교했을 때, TCA나 브렉시트 탈퇴 협정에 포함되지 않아 다음 사항들이 종료되었다: 당사자들 간의 거주 이전의 자유; 영국의 유럽 단일 시장 및 관세 동맹 회원 자격; 대부분의 EU 프로그램에 대한 영국의 참여; 실시간 범죄 데이터 접근과 같은 EU-영국 법 집행 및 보안 협력의 일부; 국방 및 외교 정책 협력; 그리고 분쟁 해결에 대한 유럽 사법 재판소의 권한 (단, 북아일랜드 의정서에 대한 예외는 존재).
이와 함께, 영국과 EU/유라톰은 같은 시기에 기밀 정보 교환에 관한 협정과 원자력 분야 협력에 관한 또 다른 협정 등 두 개의 별도 조약을 동시에 협상, 서명, 비준했다.

## 배경
영국은 1973년에 유럽 공동체의 회원국이 되었고, 이 공동체는 후에 EU와 유라톰으로 발전했다. 이후 영국은 유럽 연합법 제정에 기여했으며, 이 법의 적용은 유럽 사법 재판소의 관할을 받았다.
영국이 2016년 국민투표에서 EU를 탈퇴하기로 결정("브렉시트")한 후, 2020년 1월 31일에 이를 실행했다. 2020년 12월 31일까지 전환 기간이 적용되었는데, 이 기간 동안 영국은 대부분의 문제에서 여전히 EU의 일부로 간주되었다. 영국과 EU 간의 1차 협상이 영국의 탈퇴를 이행하는 브렉시트 탈퇴 협정으로 이어졌고, 전환 기간 종료 후 EU와 영국 간의 무역 및 기타 관계를 규율할 협정에 대한 협상이 시작되었다.

## 협상
보리스 존슨이 이끄는 영국 정부는 가능한 한 EU 규칙에 덜 종속되면서 EU와 자유롭게 무역하기를 원했으며, 특히 유럽 사법 재판소의 관할권에 구속되지 않기를 바랐다. 이에 대해 EU는 유럽 단일 시장에 대한 영국의 접근 비용으로 EU 보조금, 사회, 환경 및 기타 규정 준수를 주장하며 단일 시장 내 경쟁 왜곡을 피해야 한다고 강조했다. 또 다른 주요 쟁점은 수산업이었다. 브렉시트의 추진력 중 하나는 영국이 어업 수역에 대한 완전한 통제권을 되찾으려는 열망이었지만, EU 연안 국가들은 EU의 공동 어업 정책에 따라 누리던 어업권 전부 또는 대부분을 유지하기를 요구했다.
2020년 12월 31일 전환 기간 종료로 인해 시간 압박이 가중되는 가운데 협상된 무역 협정은 이 모든 문제들을 해결해야 했다. 공식 무역 협상은 미셸 바르니에가 EU를, 데이비드 프로스트가 영국을 대표하여 2020년 3월 31일에 시작되었다. 이 협상은 원래 2020년 10월 말까지 마무리될 예정이었다. 그러나 협상은 계속되었고 열 차례의 협상 끝에 2020년 12월 24일 원칙적으로 합의에 도달하며 공식적으로 종료되었다.

## 서명, 비준 및 발효

### 서명
2020년 12월 29일 유럽 연합 이사회의 승인 후, 유럽 연합 정상회의 상임의장 샤를 미셸과 유럽 연합 집행위원장 우르줄라 폰데어라이엔은 2020년 12월 30일 EU를 대표하여 TCA에 서명했다. 이어서 협정은 런던으로 옮겨져 보리스 존슨 총리가 영국을 대표하여 서명했다.

### 비준
서명 후 비준을 위해서는 영국과 EU/유라톰의 내부 절차를 따라야 했다.
EU의 경우, 유럽 의회의 동의를 받은 후 유럽 연합 이사회의 결정이 필요했다. TCA가 혼합 협정으로 다루어지지 않았기 때문에 회원국들의 개별적인 비준 절차는 필요하지 않았다.
영국의 경우 비준은 정부가 사실상 행사하는 왕실 특권이다. 협정이 영국 국내법에서 효력을 가지려면 정부가 협정에 참여할 수 있도록 유럽 연합 (미래 관계) 법안의 제정이 필요했다. 이 법안은 2020년 12월 30일 의회에 제출되었고 TCA의 이행을 규정한다. 같은 날, 이 법안은 영국 하원에서 찬성 521표, 반대 73표로 통과되었고 영국 상원의 승인을 받았다. 2020년 12월 31일 왕실 재가를 받아 2020년 유럽 연합 (미래 관계) 법안이 되었다.
2021년 3월 4일, 유럽 의회는 3월 25일로 예정되었던 동의 결정을 연기했다. 영국 장관들이 그레이트브리튼에서 북아일랜드로의 무역에 대한 특정 검사에 대한 유예 기간을 일방적으로 연장하겠다고 발표한 후, EU는 영국이 두 번째로 국제법을 위반하려고 한다고 비난했다. 4월 27일, 유럽 의회는 본회의 투표(찬성 660표, 반대 5표, 기권 32표) 후 협정에 동의했다. 유럽 연합 이사회는 4월 29일 서면 절차를 통해 결정을 내려 협정을 승인했다.

### 버전
TCA 초안에 대한 합의는 2020년 12월 말에야 이루어졌으며, 당사자들은 2021년 1월 1일 잠정 적용을 계획했다. 따라서 당사자들은 조항이 연속적으로 번호가 매겨지지 않았고 발효되기 전에 법적 검토가 필요한 초안에 서명했다. 초안은 2021년 4월 21일 교환 각서를 통해 확정 버전으로 대체되었으며, 이 버전은 2021년 1월 1일부터 소급하여 (원상복구(법률용어)) 적용된다.

### 잠정 적용 및 발효
이 협정은 2021년 1월 1일부터 2021년 5월 1일 발효 시점까지 잠정 적용되었다. 잠정 적용의 최종 기한은 2월 28일에서 4월 30일로 연장되었다. 서명에 대한 이사회 결정은 잠정 적용 승인을 포함했으며, 영국 역시 문서의 잠정 적용을 결정할 것을 조건으로 했다. 이 협정은 양 당사국의 비준 후 다음 달 첫째 날(제783조; 초안의 FINPROV.11조), 즉 2021년 5월 1일에 발효되었다.

### 영토 범위
이 협정은 영국 영토와 EU에 적용된다. EU의 일부였던 지브롤터에는 적용되지 않으며, 지브롤터의 경우 영국, 스페인, EU 간에 별도의 협상이 진행된다. 이 협정은 맨섬, 건지 관할구 및 저지 관할구(이들은 동의했다)에 상품 무역 및 어업과 관련하여 적용된다. 북아일랜드와 관련하여 상품 무역 조항은 적용되지 않는데, 이는 유럽 사법 재판소의 관여와 해당 지역의 EU 법 적용 조항과 함께 브렉시트 탈퇴 협정의 의정서에 의해 규정되기 때문이다.

## 내용
1,246페이지에 달하는 협정(부속서 포함)은 일반적인 목표와 틀을 다루고 있으며, 어업, 사회 보장, 무역, 운송, 비자; 그리고 사법, 법 집행, 보안 문제에서의 협력에 대한 상세한 조항을 포함한다. 기타 조항으로는 공동체 프로그램의 지속적인 참여와 분쟁 해결 메커니즘이 있다.
유럽 연합 집행위원회와 영국 정부가 발표한 협정 요약에 따르면, 이 협정은 영국이 EU 회원국이었을 때와 비교하여 EU-영국 관계에 다음과 같은 사항을 제공하거나 다음과 같은 영향을 미친다. 북아일랜드의 경우 아일랜드/북아일랜드 의정서를 통해 다른 조항이 적용될 수 있다.

### 상품 무역
EU와 영국 간의 상품 무역에는 관세나 쿼터가 적용되지 않는다. 무역업자는 합의된 원산지 규정 준수를 자체적으로 증명할 수 있다. 그러나 영국이 EU 관세 지역을 떠난 결과, 양 당사자 간에는 세관 절차가 필요하며, 수입 시 부가가치세 및 특정 기타 관세가 적용된다. WTO TBT 협정을 기반으로 무역에 대한 기술 장벽 (TBT)을 제한하기 위한 조항이 있다.

### 서비스 무역
WTO 규정을 기반으로, 각 당사국은 상대방의 서비스 제공자를 자국민보다 불리하게 대우하지 않는다. 데이터 보호 규정을 포함한 디지털 서비스, 조달행정 (WTO GPA의 적용 범위를 어느 정도 확대), 출장 및 고도로 숙련된 직원의 파견과 같은 특정 분야에서 국경 간 서비스 제공을 촉진하는 규칙이 있다. 그러나 더 이상 상대방의 서비스 시장에 대한 일반적인 접근은 불가능하다. 예를 들어, 금융서비스 제공업체는 더 이상 "여권 발행"을 통해 고객에게 접근할 수 없다. 전문 자격은 더 이상 자동으로 상호 인정되지 않는다.

### 에너지, 공공 정책 및 무역의 다른 측면
에너지와 관련하여 규제 및 기술 협력이 이루어질 예정이며, 파리 협정 기후 목표가 재확인되었다. 그러나 영국은 더 이상 EU 에너지 시장 및 배출권 거래제의 일부가 아니다. 영국은 유라톰과 핵 기술의 평화적 협력에 관한 별도의 협정을 체결했으나, 아직 발효되지 않았다.
양 당사국은 보조금, 노동법, 사회 정책, 기후 및 환경 정책 분야에서 공공 정책을 자유롭게 수립할 수 있지만, 이 협정은 이러한 분야의 조치로 인한 무역 왜곡을 방지하기 위한 "공정 경쟁 환경" 원칙과 메커니즘을 규정한다. 특히, 각 당사국은 상대방의 피해를 주는 조치에 대해 (중재에 따라) 대응 조치를 취할 수 있다.
TRIPS 의무를 초과하는 특정 기존 지식 재산권 조항(70년 저작권 기간 포함)은 EU와 영국에서 유지된다. 브렉시트 이전에 존재했던 지리적 표시에 대한 합의된 규칙은 TCA(제IP.57조)에서 확인되지만, 북아일랜드를 제외하고는 그 이후에 등록된 표시에 대해서는 그렇지 않다.

### 인적 이동
EU와 영국 간에는 거주 이전의 자유가 없다. 180일 기간 동안 90일 이상 체류를 계획하는 방문객은 비자가 필요하며, 일상적인 비즈니스 미팅 및 회의 이외의 업무를 계획하는 경우 적절한 비자가 필요하다. 일부 사회 보장 혜택은 조정된다.

### 항공 및 도로 운송
항공 분야에서 EU 및 영국 항공사는 EU와 영국 공항 간의 지점 간 운송(제3 및 제4 항공 자유권)에 계속 접근할 수 있다. 그러나 국내선 또는 다른 국가로 연결되는 항공편을 포함하여 다른 방식으로 상대방의 항공 시장에 접근할 수 없다. 영국은 화물 항공편(예: 영국 항공사의 런던-파리-바르셀로나 노선)에 대한 "제5 항공 자유권"을 EU 회원국과 개별적으로 협상할 수 있다. 항공 안전에 대한 협력은 이루어지지만 영국은 더 이상 EASA에 참여하지 않는다.
마찬가지로, 도로 운송에서는 여객 운송에 대한 상호 시장 접근이 지점 간 국경 간 운송으로 제한되는 반면, 물품 운송의 경우 상대방 영토 내에서 최대 두 번의 추가 운송(카보타주)이 허용된다.

### 수산업
영국은 EU의 공동 어업 정책을 탈퇴했다. 5+1⁄2년간의 전환 기간 동안 영국 해역에서의 EU 어획 쿼터는 브렉시트 이전 수준의 75%로 점진적으로 감소했다. 양 당사국이 상대방 해역에서 잡을 수 있는 어종의 할당량은 이제 매년 협상된다.

### 협력 및 영국의 EU 프로그램 참여
안보 분야에서 영국은 더 이상 EU 보안 기관에 참여하지 않으며 솅겐 정보 시스템 SIS II 데이터베이스에 접근할 수 없다. 그러나 영국은 유로폴 및 유로저스트와 계속 협력하며, 승객 이름 기록 (PNR), 프륌 협약 데이터 (DNA, 지문, 차량 등록) 및 범죄 기록과 같은 특정 보안 관련 데이터 교환 메커니즘이 존재한다.
영국은 더 이상 EU 개발 자금 프로그램에 참여하지 않는다. 영국은 다음과 같은 5가지 기술 EU 프로그램에 계속 참여한다:
- 호라이즌 유럽
- 유라톰 연구 및 훈련
- ITER
- 코페르니쿠스
- 위성 감시 (부분적으로).[36]

영국이 참여하지 않는 프로그램 중 하나는 에라스뮈스 학생 교환 프로그램이다.

### 제도적 조항 및 분쟁 해결
이 협정은 EU와 영국 대표로 구성된 파트너십 이사회를 설립한다. 상호 동의로 운영되는 이 이사회는 협정을 관리하고, 협상을 통해 분쟁을 해결하며, 필요한 경우 협정의 특정 부분을 수정할 권한을 가진다. 파트너십 이사회는 달리 합의되지 않는 한 EU와 영국 간의 보충 협정에서도 이 역할을 수행한다 (COMPROV 2조 및 Inst 1.2조).
당사자들 간의 의견 불일치가 협의를 통해 해결되지 않을 경우, 어느 당사자든 독립적인 중재 패널에 분쟁을 제출할 수 있다. 이 패널이 한 당사자가 의무를 위반했다고 판단하면, 다른 당사자는 협정상의 자체 의무 중 일부를 정지할 수 있다. 이 협정은 EU와 영국 간의 분쟁 해결에 있어 유럽 사법 재판소를 포함한 영국 또는 EU 법원의 역할을 배제한다.

## 반응

### EU 내 반응
유럽 연합 집행위원장 우르줄라 폰데어라이엔은 TCA를 "공정하고 균형 잡힌 협정"이라고 부르며 유럽이 "브렉시트를 뒤로하고 미래를 내다볼" 수 있게 할 것이라고 말했다. 유럽 연합 정상회의 상임의장 샤를 미셸은 TCA가 "유럽 연합의 근본적인 이익을 완전히 보호하고 시민과 기업에게 안정성과 예측 가능성을 제공한다"고 말했다. 아일랜드의 전 총리인 존 브루턴은 이 협정이 영국에 대한 영국의 주권을 강화했지만, 이러한 이득은 북아일랜드에 대한 영국의 상당한 주권을 잃는 대가로 얻어진 것이라고 믿는다.

### 영국 내 반응
영국 총리 보리스 존슨은 TCA가 영국이 "우리 법률, 국경, 돈, 무역, 어업에 대한 통제권을 되찾을" 수 있게 할 것이며 EU-영국 관계의 기반을 "EU 법에서 자유 무역과 우호적 협력"으로 바꿀 것이라고 말했다. 야당 대표 키어 스타머 경은 그의 노동당이 대안이 "노딜" 브렉시트이기 때문에 TCA를 지지할 것이라고 말했지만, 그의 당은 의회에서 추가적인 노동 및 환경 보호를 추구할 것이라고 덧붙였다. 그럼에도 불구하고 그의 당 내 많은 사람들이 이 협정에 반대했다. 스코틀랜드 국민당은 단일 시장 탈퇴가 스코틀랜드에 미칠 경제적 피해 때문에 TCA에 반대했다. 다른 모든 야당은 TCA에 반대했다.
친 브렉시트 이익 단체 중 유럽회의론적 보수당 의원 그룹인 유럽 연구 그룹과 브렉시트당 대표 나이절 패라지는 TCA를 지지했지만, 보우 그룹은 이 협정이 영국의 주권을 적절히 회복시키지 못할 것이라고 썼다. 영국 어업계는 이 협정이 영국 해역에 대한 EU의 접근을 더 크게 줄이지 못했다는 점에 실망했다.
2020년 12월 29~30일 유고브 설문조사 결과, 응답자의 57%가 영국 의회가 TCA를 수용하기를 원했고 9%는 반대했으며, 보수당 지지자(78%)와 탈퇴 지지자(69%)가 다른 사람들보다 더 찬성하는 경향을 보였다. 응답자의 17%는 TCA가 좋은 협상이라고, 21%는 나쁜 협상이라고, 31%는 그 중간이라고 생각했으며, 31%는 확신하지 못했다.

## 같이 보기
- 2016년 영국 유럽 연합 회원국 국민투표
- EU-영국 파트너십 이사회
- 2020년 유럽 연합 (탈퇴 협정) 법안
- 2020년 유럽 연합 (미래 관계) 법안
- 유럽 연합의 자유 무역 협정
- 영국의 자유 무역 협정
- 브렉시트 이후 영국의 유럽 연합 관계
- 영국-유럽 연합 관계